# Крестон (Вашингтон)
Крестон (англ. Creston) — місто (англ. town) в США, в окрузі Лінкольн штату Вашингтон. Населення — 213 особи (2020).

## Географія
Крестон розташований за координатами 47°45′35″ пн. ш. 118°31′12″ зх. д. / 47.75972° пн. ш. 118.52000° зх. д. (47.759837, -118.520073).  За даними Бюро перепису населення США в 2010 році місто мало площу 1,17 км², уся площа — суходіл. В 2017 році площа становила 1,06 км², уся площа — суходіл.

### Клімат
| Клімат : Крестон        | Клімат : Крестон | Клімат : Крестон | Клімат : Крестон | Клімат : Крестон | Клімат : Крестон | Клімат : Крестон | Клімат : Крестон | Клімат : Крестон | Клімат : Крестон | Клімат : Крестон | Клімат : Крестон | Клімат : Крестон | Клімат : Крестон |
| Показник                | Січ.             | Лют.             | Бер.             | Квіт.            | Трав.            | Черв.            | Лип.             | Серп.            | Вер.             | Жовт.            | Лист.            | Груд.            | Рік              |
| Абсолютний максимум, °C | 18,3             | 16,1             | 23,9             | 32,2             | 35,6             | 41,1             | 43,3             | 41,1             | 37,8             | 30,6             | 20,6             | 13,3             | 43,3             |
| Середній максимум, °C   | 0,6              | 3,9              | 9,4              | 15,0             | 20,0             | 23,9             | 29,4             | 28,9             | 23,9             | 15,0             | 5,6              | −0,6             | 14,6             |
| Середній мінімум, °C    | −6,7             | −5               | −2,2             | 0,0              | 3,9              | 7,2              | 10,6             | 10,0             | 5,6              | 0,6              | −3,3             | −7,2             | 1,1              |
| Абсолютний мінімум, °C  | −32,8            | −34,4            | −20              | −12,2            | −7,2             | −3,9             | −3,9             | −3,9             | −10              | −17,2            | −27,8            | −30,6            | −34,4            |
| Норма опадів, мм        | 36               | 26               | 28               | 25               | 33               | 23               | 20.3             | 8                | 12               | 22               | 43               | 45               | 321              |
| ----------------------- | ---------------- | ---------------- | ---------------- | ---------------- | ---------------- | ---------------- | ---------------- | ---------------- | ---------------- | ---------------- | ---------------- | ---------------- | ---------------- |

## Демографія
Згідно з переписом 2010 року, у місті мешкало 236 осіб у 114 домогосподарствах у складі 67 родин. Густота населення становила 202 особи/км².  Було 130 помешкань (111/км²).
Расовий склад населення:
| - 94,5 % — білих - 1,7 % — корінних американців - 0,4 % — азіатів |

До двох чи більше рас належало 3,4 %. Частка іспаномовних становила 0,0 % від усіх жителів.
За віковим діапазоном населення розподілялося таким чином: 14,8 % — особи молодші 18 років, 56,8 % — особи у віці 18—64 років, 28,4 % — особи у віці 65 років та старші. Медіана віку мешканця становила 51,5 року. На 100 осіб жіночої статі у місті припадало 101,7 чоловіків;  на 100 жінок у віці від 18 років та старших — 107,2 чоловіків також старших 18 років.
Середній дохід на одне домашнє господарство  становив 40 384 долари США (медіана — 32 386), а середній дохід на одну сім'ю — 49 092 долари (медіана — 36 964). За межею бідності перебувало 11,0 % осіб, у тому числі 12,2 % дітей у віці до 18 років та 10,7 % осіб у віці 65 років та старших.
Цивільне працевлаштоване населення становило 88 осіб. Основні галузі зайнятості: освіта, охорона здоров'я та соціальна допомога — 29,5 %, мистецтво, розваги та відпочинок — 25,0 %, роздрібна торгівля — 15,9 %, науковці, спеціалісти, менеджери — 11,4 %.